# العلاقات الألمانية الدنماركية
العلاقات الألمانية الدنماركية هي العلاقات الخارجية بين ألمانيا والدنمارك. تملك الدنمارك سفارة في برلين وثلاث قنصليات عامة في فلنسبورغ وهامبورغ وميونيخ. يُعد البلدان عضوان كاملان في حلف الناتو والاتحاد الأوروبي. تغيرت الحدود بين البلدين، أي تلك التي تقع في منطقة شليسفيغ، عدة مرات عبر التاريخ، وحُدِّدت الحدود الحالية عن طريق الاستفتاءات في عام 1920. كانت منطقة الحدود الدنماركية الألمانية مثالًا إيجابيًا لمناطق الحدود الأخرى. تعيش مجموعات كبيرة من الأقليات على جانبي الحدود، وكثيرًا ما بدأت أنشطة التعاون عبر الحدود.

## التاريخ

### حرب شلسفيغ الثانية
كانت حرب شليسفيغ الثانية الصراع العسكري الثاني الذي نتج بسبب قضية شليسفيغ هولشتاين. بدأت في 1 فبراير عام 1864 عندما عبرت القوات البروسية الحدود إلى شليسفيغ.
قاتلت الدنمارك بروسيا والنمسا، وخاضت حرب شليسفيغ الأولى (1848-1851) للسيطرة على الدوقيات بسبب نزاعات الخلافة المتعلقة بدوقيتي هولشتاين ولانبورغ عندما مات الملك الدنماركي دون وريث متفق عليه في الاتحاد الألماني. نشأ جدل حاسم بسبب تمرير دستور نوفمبر بعد أن رفض الاتحاد الألماني دستور الولاية السابق، والذي جعل دوقية شليسفيغ أقرب إلى مملكة الدنمارك في انتهاك لبروتوكول لندن.
انتهت الحرب في 30 أكتوبر عام 1864 عندما تسببت معاهدة فيينا في تنازل الدنمارك عن دوقيات شليسفيغ وهولشتاين وساكسونيا لاونبورغ إلى بروسيا والنمسا. أسفرت هذه الحرب عن انتصار ألماني.

### نهاية الحرب العالمية الأولى
انتهى الأمر بالدنمارك، على الرغم من أنها ظلت محايدة طوال الحرب العالمية الأولى، إلى المشاركة في المفاوضات بعد هزيمة ألمانيا، وذلك بسبب مبادئ الرئيس الأمريكي وودرو ويلسون الأربع عشرة التي أدرجت حق جميع شعوب أوروبا في تقرير المصير ضمنها، والأقلية الدانمركية الكبيرة التي تعيش في منطقة يوتلاند الجنوبية/ شليسفيغ الشمالية. تقرر في نهاية المطاف تسوية قضية الانتماء الوطني للناس الذين يعيشون في المنطقة من خلال انتخابات ديمقراطية.
قُسِّمت منطقة يوتلاند الجنوبية/ شليسفيغ الشمالية وفقًا للمفاوضات إلى ثلاث مناطق مختلفة. أُبرِم اتفاق بين الحكومة الدنماركية، التي أعلنت أنها ليست لديها مصلحة حقيقية في المنطقة الثالثة الواقعة في أقصى الجنوب، ورئيس الوزراء البريطاني لويد جورج، الذي أراد منح ألمانيا بعض التنازلات الطفيفة في معاهدة السلام، وتقرر بموجبه عدم إجراء انتخابات هناك وإجراؤها في المنطقتين الأخريين.
لم يكن من الممكن تنظيم الانتخابات حتى أصبحت معاهدة فرساي سارية المفعول في يناير عام 1920، وتقرر بعد ذلك إجراء الانتخابات في المنطقة الأولى الواقعة في أقصى الشمال في 10 فبراير، والمنطقة الثانية الوسطى في 14 مارس. فضل حوالي 75% من الأصوات في نتيجة انتخابات المنطقة الأولى إعادة التوحيد مع الدنمارك، وأيد حوالي 80% من أصوات المنطقة الثانية البقاء منتسبين إلى ألمانيا. استقرت المزيد من المفاوضات بين الحكومتين الدنماركية والألمانية على حصول الدنمارك على منطقة توندر، وذلك على الرغم من أنها كانت جزءًا من المنطقة الثانية بشكل رسمي، وذلك في الوقت الذي كانت فيه منطقة فلنسبورغ بأيدي الألمان. أُعيدت منطقة يوتلاند الجنوبية رسميًا إلى السيطرة الدنماركية في 15 يونيو.

## الوقت الحاضر

### أمن الحدود
تواصل الدنمارك الرقابة الحدودية المؤقتة على الحدود الدنماركية الألمانية منذ 4 يناير عام 2016، ومُدِّدَت بشكل متكرر في سياق أزمة المهاجرين الأوروبية. أوقف أكثر من 10 ملايين شخص منذ أبريل عام 2019، ورُحِّل 7599 منهم. صودرت 801 قطعة سلاح منذ أكتوبر عام 2018 ووُجِّهت 5479 تهمة للإتجار بالبشر وتهريب المخدرات من بين أمور أخرى. نشرت الشرطة أرقامًا أسبوعية للأفراد الذين تحققوا بأمرهم، والذين مُنِعوا من الدخول والأفراد المتهمين بالإتجار بالبشر.

## مقارنة بين البلدين
هذه مقارنة عامة ومرجعية للدولتين:
| وجه المقارنة                                              | ألمانيا                                                                              | الدنمارك                                                     |
| --------------------------------------------------------- | ------------------------------------------------------------------------------------ | ------------------------------------------------------------ |
| المساحة (كم2)                                             | 357.41 ألف                                                                           | 42.92 ألف                                                    |
| عدد السكان (نسمة)                                         | 81.29 مليون                                                                          | 5.79 مليون                                                   |
| الكثافة السكانية (ن./كم²)                                 | 227.44                                                                               | 134.9                                                        |
| العاصمة                                                   | بون، برلين                                                                           | كوبنهاغن                                                     |
| اللغة الرسمية                                             | اللغة الألمانية                                                                      | اللغة الدنماركية                                             |
| العملة                                                    | يورو، مارك ألماني                                                                    | كرونة دنماركية                                               |
| الناتج المحلي الإجمالي (بليون دولار)                      | 3.68 تريليون                                                                         | 324.87 مليار                                                 |
| الناتج المحلي الإجمالي (تعادل القوة الشرائية) بليون دولار | 3.92 تريليون                                                                         | 278.61 مليار                                                 |
| الناتج المحلي الإجمالي الاسمي للفرد دولار أمريكي          | 41.31 ألف                                                                            | 51.99 ألف                                                    |
| الناتج المحلي الإجمالي للفرد دولار أمريكي                 | 46.40 ألف                                                                            | 45.54 ألف                                                    |
| مؤشر التنمية البشرية                                      | 0.926                                                                                | 0.900                                                        |
| رمز المكالمات الدولي                                      | +49                                                                                  | +45                                                          |
| رمز الإنترنت                                              | .de                                                                                  | .dk                                                          |
| المنطقة الزمنية                                           | توقيت وسط أوروبا، ت ع م+01:00، ت ع م+02:00، توقيت أوروبا الوسطى المعياري (ت غ م +1) ‏ | توقيت وسط أوروبا، ت ع م+02:00، ت ع م+01:00، أوروبا/كوبنهاجن ‏ |

## مدن متوأمة
في ما يلي قائمة باتفاقيات التوأمة بين مدن ألمانية ودنماركية:
- ترتبط بريمرهافن مع فريكشهاون باتفاقية توأمة منذ 16 مايو 1969.
- ترتبط زولينغن [الإنجليزية]‏ مع Galten, Denmark [الإنجليزية]‏ باتفاقية توأمة.
- ترتبط روستوك مع آرهوس باتفاقية توأمة منذ 1966.
- ترتبط كايسرسلاوترن مع سيلكيبورج باتفاقية توأمة منذ 1967.
- ترتبط إكرنفورده مع Nakskov [الإنجليزية]‏ باتفاقية توأمة.
- ترتبط دلمنهورست مع كولدنغ باتفاقية توأمة منذ 1979.
- ترتبط الزفلس مع Marstal Municipality [الإنجليزية]‏ باتفاقية توأمة.
- ترتبط مندن مع Gladsaxe Municipality [الإنجليزية]‏ باتفاقية توأمة.
- ترتبط شفيرين مع أودنسه باتفاقية توأمة منذ 1999.[21][21][21][21]
- ترتبط غوسترو مع Ribe [الإنجليزية]‏ باتفاقية توأمة.[22]
- ترتبط شارلوتنبورج فيلمسدورف مع Gladsaxe Municipality [الإنجليزية]‏ باتفاقية توأمة منذ 1961.
- ترتبط نويشتات إن هولشتاين مع بورنهولم باتفاقية توأمة.
- ترتبط كابلن مع Faaborg [الإنجليزية]‏ باتفاقية توأمة.
- ترتبط بوركن مع Albertslund [الإنجليزية]‏ باتفاقية توأمة منذ 1987.[23][23][24][24]
- ترتبط فيهمارن مع Rødby [الإنجليزية]‏ باتفاقية توأمة.
- ترتبط كالتنكيرشن مع أبينرا [الإنجليزية]‏ باتفاقية توأمة.
- ترتبط فيردر مع يورينغ باتفاقية توأمة.
- ترتبط Steglitz-Zehlendorf [الإنجليزية]‏ مع Brøndby Municipality [الإنجليزية]‏ باتفاقية توأمة منذ 1993.[25][25][25][25]
- ترتبط أويتين مع Nykøbing Falster [الإنجليزية]‏ باتفاقية توأمة.
- ترتبط Garbsen [الإنجليزية]‏ مع Rødding Municipality  [لغات أخرى]‏ باتفاقية توأمة منذ 25 مارس 1990.[26][27][28][29]
- ترتبط شلسفيغ مع فايله باتفاقية توأمة.
- ترتبط غلوكسبورغ مع Ærøskøbing [الإنجليزية]‏ باتفاقية توأمة.
- ترتبط أولدنبورغ مع Høje-Taastrup Municipality [الإنجليزية]‏ باتفاقية توأمة منذ 1978.
- ترتبط باد زالتسونغن مع Ishøj [الإنجليزية]‏ باتفاقية توأمة.
- ترتبط هويرسفيردا مع Frederiksværk Municipality  [لغات أخرى]‏ باتفاقية توأمة.
- ترتبط فولغاست مع بورنهولم باتفاقية توأمة.
- ترتبط إيبرسفيلده مع Herlev Municipality [الإنجليزية]‏ باتفاقية توأمة منذ 2001.[30][30]
- ترتبط رندسبورغ مع آلبورغ باتفاقية توأمة منذ 1967.[31][31][31][31]
- ترتبط أيسناخ مع Skanderborg [الإنجليزية]‏ باتفاقية توأمة.
- ترتبط آلسفلد مع Nakskov [الإنجليزية]‏ باتفاقية توأمة.
- ترتبط فالشتيت مع Bjerringbro [الإنجليزية]‏ باتفاقية توأمة.
- ترتبط هرفورد مع فريديريكا باتفاقية توأمة منذ 1995.
- ترتبط تورنش مع Jammerbugt Municipality [الإنجليزية]‏ باتفاقية توأمة.
- ترتبط شترالزوند مع سفينبورغ باتفاقية توأمة منذ 1991.[32]
- ترتبط غرابو مع Albertslund Municipality [الإنجليزية]‏ باتفاقية توأمة منذ 1997.
- ترتبط راتسهبورغ مع Ribe [الإنجليزية]‏ باتفاقية توأمة منذ 23 أغسطس 1969.
- ترتبط فيتنبرغ مع هادرسلف [الإنجليزية]‏ باتفاقية توأمة منذ 1988.
- ترتبط نويبراندنبورغ مع Gladsaxe Municipality [الإنجليزية]‏ باتفاقية توأمة منذ 1983.
- ترتبط بودلسدورف مع آلبورغ باتفاقية توأمة منذ 2007.
- ترتبط Harrislee [الإنجليزية]‏ مع Bov Parish [الإنجليزية]‏ باتفاقية توأمة.
- ترتبط لونبورغ مع فيبورغ باتفاقية توأمة.
- ترتبط فيسمار مع آلبورغ باتفاقية توأمة منذ 1961.
- ترتبط برلين مع كوبنهاغن باتفاقية توأمة منذ 5 أبريل 1994.[33][33][33][33]
- ترتبط فينسترفالده مع Sønderborg [الإنجليزية]‏ باتفاقية توأمة.
- ترتبط شلسفيغ هولشتاين مع مقاطعة سوندرلاند باتفاقية توأمة منذ 2002.[34][34][34][34]
- ترتبط تسيله مع Holbæk [الإنجليزية]‏ باتفاقية توأمة منذ 1989.
- ترتبط Ellerau [الإنجليزية]‏ مع Højer Parish  [لغات أخرى]‏ باتفاقية توأمة.
- ترتبط باد كوتستينغ مع هولستيبرو باتفاقية توأمة.

## منظمات دولية مشتركة
يشترك البلدان في عضوية مجموعة من المنظمات الدولية، منها:
| علم المنظمة | اسم المنظمة                               | تاريخ انضمام ألمانيا | تاريخ انضمام الدنمارك |
| ----------- | ----------------------------------------- | -------------------- | --------------------- |
|             | مؤسسة التمويل الدولية                     | 20 يوليو 1956        | 20 يوليو 1956         |
|             | يونسكو                                    | 11 يوليو 1951        | 4 نوفمبر 1946         |
|             | مجموعة أستراليا                           | 1985                 | 1985                  |
|             | المرصد الأوروبي الجنوبي                   | 1962                 | 1967                  |
|             | اتحاد المدفوعات الأوروبي ‏                 | ?                    | ?                     |
|             | مركز تنسيق الحركة في أوروبا ‏              | ?                    | ?                     |
|             | مجموعة الموردين النوويين                  | ?                    | ?                     |
|             | مؤسسة التنمية الدولية                     | 24 سبتمبر 1960       | 30 نوفمبر 1960        |
|             | منظمة التعاون الاقتصادي والتنمية          | 27 سبتمبر 1961       | ?                     |
|             | المركز الدولي لتسوية المنازعات الاستشارية | 18 مايو 1969         | 24 مايو 1968          |
|             | وكالة ضمان الاستثمار متعدد الأطراف        | 12 أبريل 1988        | 12 أبريل 1988         |
|             | منظمة حظر الأسلحة الكيميائية              | 29 أبريل 1997        | ?                     |
|             | المنظمة الأوروبية لسلامة الملاحة الجوية   | 1960                 | 1994                  |
|             | البنك الإفريقي للتنمية                    | ?                    | ?                     |
|             | الأمم المتحدة                             | 18 سبتمبر 1973       | 24 أكتوبر 1945        |
|             | الاتحاد الدولي للاتصالات                  | 1866                 | 1866                  |
|             | منظمة الشرطة الجنائية الدولية             | ?                    | ?                     |
|             | البنك الدولي للإنشاء والتعمير             | 14 أغسطس 1952        | 30 نوفمبر 1960        |
|             | منظمة الأمن والتعاون في أوروبا            | 25 يونيو 1973        | 25 يونيو 1973         |
|             | وكالة الفضاء الأوروبية                    | 31 مايو 1977         | ?                     |
|             | الاتحاد البريدي العالمي                   | 1 يوليو 1875         | ?                     |
|             | حلف شمال الأطلسي                          | 9 مايو 1955          | 4 أبريل 1949          |
|             | منظمة التجارة العالمية                    | ?                    | 1995                  |
|             | الفريق المعني برصد الأرض                  | ?                    | ?                     |
|             | بنك التنمية الآسيوي                       | 1966                 | 1966                  |
|             | نظام تحكم تكنولوجيا القذائف               | 1987                 | 1990                  |
|             | مجلس دول بحر البلطيق                      | 1992                 | ?                     |
|             | مجلس أوروبا                               | 13 يوليو 1950        | ?                     |
|             | الاتحاد الأوروبي                          | 25 مارس 1957         | 1973                  |
|             | اتفاقية السماوات المفتوحة                 | ?                    | ?                     |

## أعلام
هذه قائمة لبعض الشخصيات التي تربطها علاقات بالبلدين:
- ألكسندرا من الدنمارك (ملكة-إمبراطورة القرينة إدوارد السابع ملك المملكة المتحدة، 1 ديسمبر 1844[69][70] – 20 نوفمبر 1925[69][70])
- إميل هانسن (فنان ألماني، 7 أغسطس 1867[71][72][73] – 13 أبريل 1956[72][73][74])
- فريدريك التاسع ملك الدنمارك (موسيقي دنماركي، 11 مارس 1899[75][76][77] – 14 يناير 1972[75][76][77])
- فريدريك الثالث ملك الدنمارك والنرويج (18 مارس 1609[78][79] – 9 فبراير 1670[78][79])
- فريدريك الثامن (3 يونيو 1843[80][81] – 14 مايو 1912[80][81])
- فريدريك الثاني ملك الدنمارك (1 يوليو 1534[82] – 4 أبريل 1588[83][84])
- فريدريك السابع ملك الدنمارك (6 أكتوبر 1808[85][86] – 15 نوفمبر 1863[85][86])
- فريدريك السادس ملك الدنمارك (28 يناير 1768[87][88][89] – 3 ديسمبر 1839[87][88][89])
- كريستيان الأول ملك الدنمارك (ملك الدانمارك والنرويج، فبراير 1426[90] – 21 مايو 1481[91][92])
- كريستيان الثاني ملك الدنمارك (1 يوليو 1481[93][94] – 25 يناير 1559[93][94][95])
- كريستيان الرابع ملك الدنمارك والنرويج (سياسي دنماركي، 12 أبريل 1577[96][97][98] – 28 فبراير 1648[96][98][99])
- كريستيان السابع ملك الدنمارك (29 يناير 1749[100][101][102] – 13 مارس 1808[100][101][102])
- لارس فون ترايير (30 أبريل 1956[103][104][105] – )
- لو أندرياس سالومي (12 فبراير 1861[106][107] – 5 فبراير 1937[106][107])
- مارغريت الثانية ملكة الدنمارك (16 أبريل 1940[108][109][110] – )

## وصلات خارجية
- موقع وزارة الخارجية الألمانية
- موقع وزارة الخارجية الدنماركية